# Logística desportiva

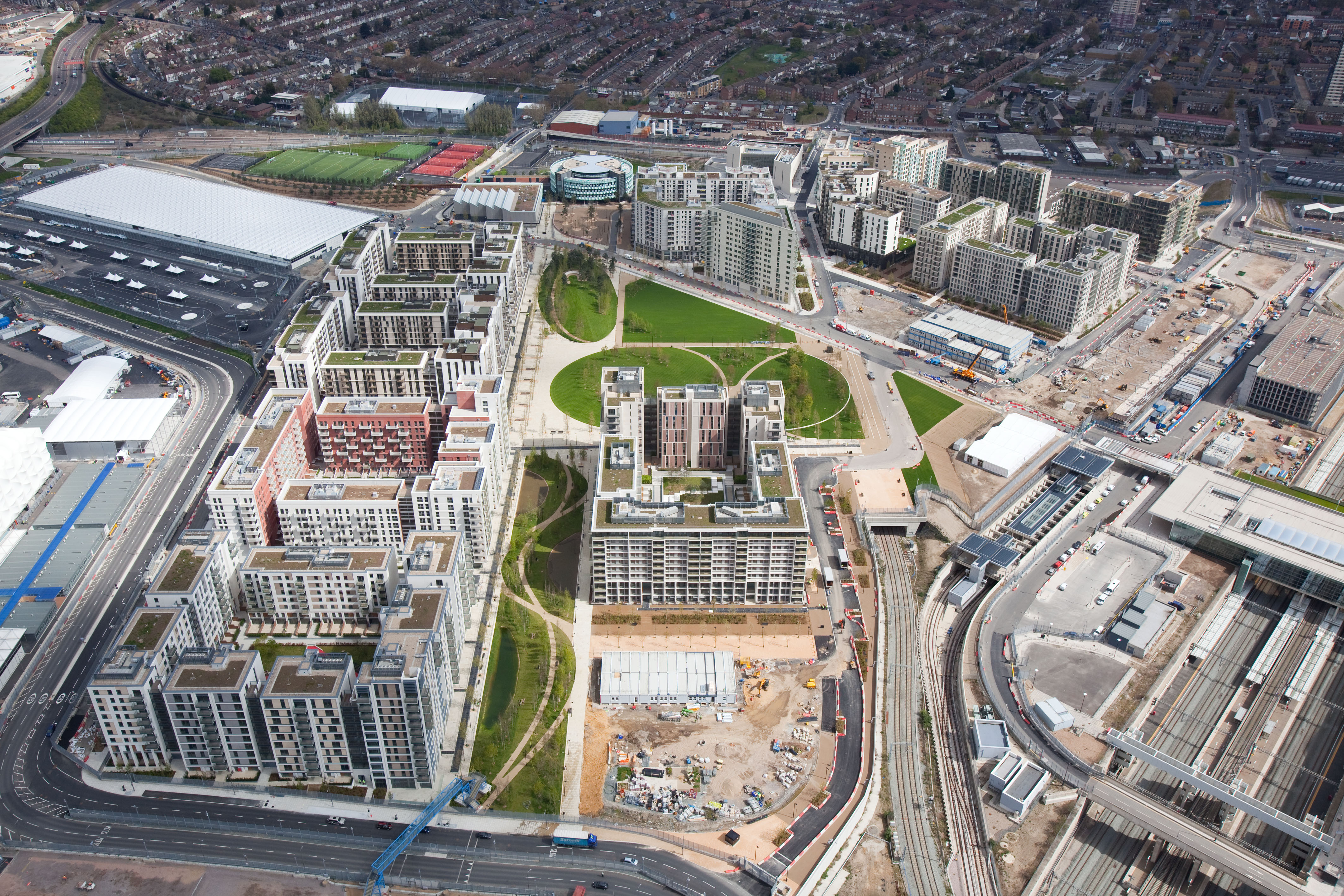
Vila Olímpica de Londres.

A logística desportiva ou esportiva (do Brasil), é a área da gestão responsável por prover recursos, equipamentos e informações para a execução de todas as actividades desportivas.
«Em todos os eventos desportivos, a logística é um factor determinante para o sucesso desses eventos.» (Graham et al., 2001, p. 40).
Para que exista uma boa implementação dos métodos necessários a satisfazer as necessidades existentes à realização de um evento desportivo, deve existir da parte das pessoas responsáveis um claro esclarecimento dos objectivos do projecto e uma boa capacidade de gerir logisticamente os recursos físicos do local.
Devem ser criados sistemas de coordenação, que permitam uma boa circulação de pessoas, informação e recursos de modo a garantir que os mesmos se encontram disponíveis no sítio certo e na hora exacta. (Werterbeek, 2006, p. 196).
Tal como em muitos outros ramos da indústria, surgiu uma especialização em logística desportiva. Esta especialização surgiu para colmatar falhas que existiam neste segmento. Devido à grande concorrência actual no ramo, os especialistas têm apostado cada vez mais na qualidade e no planeamento para que tudo corra na perfeição. Para que isto aconteça têm recorrido a processamentos específicos de logística e a pessoal qualificado que certamente prestará um melhor serviço aos clientes (A Empresa, 2009).
As características da logística desportiva variam consoante o evento e o desporto que esteja em questão.

## Vantagens e desvantagens de uma boa logística desportiva

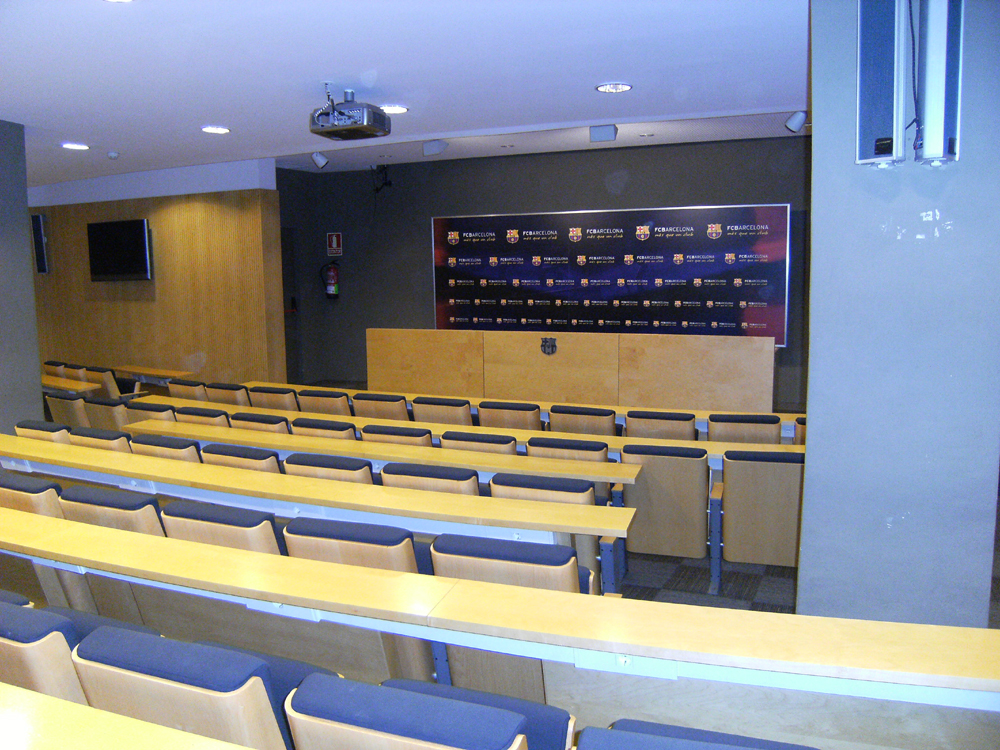
Sala de imprensa do FC Barcelona.

Todos os detalhes são importantes para o sucesso de um evento ou de uma actividade desportiva, mas a logística é talvez das actividades que permite minimizar o maior número de erros e também precaver situações indesejadas. Esta será porventura a sua maior vantagem pois ao minimizar os erros permitirá à organização atingir os seus objectivos estipulados. Num mundo onde as equipas estão cada vez melhor preparadas, as competições mais disputadas e as pessoas mais exigentes, cada detalhe é fundamental para o sucesso de um projecto, logo o objectivo da logística será fazer todos os preparativos que o cliente tenha toda a tranquilidade para se preocupar apenas com a sua actividade desportiva.
Quanto às desvantagens que poderão existir na logística desportiva, estas estão normalmente relacionadas com o tempo e mão-de-obra dispendidos no planeamento da actividade. Estas desvantagens acabam por ser "males" menores comparados com os benefícios que uma boa logística desportiva trás aos eventos.

### Áreas importantes
Existem algumas áreas importantes a ter em conta para o bom processamento da logística desportiva. Áreas como a [segurança], transporte, voluntariado, emergência médica, ambiente, alojamento e comunicação social são da extrema importância para o sucesso de qualquer evento.
Quanto à segurança, é muito importante assegurar que um evento decorre sem incidentes. A organização procura sempre através da coordenação com a policia ou da subcontratação de empresas de segurança privada, afastar os adeptos mais conflituosos ou pelo menos impedir que estes ponham em risco a segurança dos intervenientes no espectáculo desportivo ou até mesmo de outros adeptos.
O transporte também representa uma área fundamental pois é necessário levar todo o material das equipas de uma prova para outra. O transporte do espectadores também assume grande importância pois devido ao grande aglomerado de pessoas durante os eventos, há que criar alternativas viáveis para que todos os interessados possam assistir ao evento para o qual pagaram.
Uma das grandes forças de trabalho de um grande evento desportivo é o voluntariado. Sem estas pessoas que se disponibilizam a ajudar naquilo que for preciso a organização, é impossível prestar um serviço de qualidade pois é complicado arranjar meios suficientes sem voluntários.
Por melhor que esteja estruturada a segurança, acontecem sempre alguns imprevistos e para isso há que ter sempre disponível equipas de emergência médica para poderem socorrer as pessoas em necessidade.
Uma das grandes preocupações dos tempos modernos é o ambiente. Cada vez mais as organizações de eventos têm em atenção este factor tão decisivo. Procura-se sempre tomar decisões de modo a evitar a poluição e minimizar o risco de prejudicar o meio ambiente.
Grandes eventos atraem grandes multidões, e a organização tem também de precaver onde irá alojar não só os atletas mas também os espectadores. Têm de ser criadas novas estruturas e actualizadas as já existentes de modo a que todos tenham alojamento.
A comunicação social acompanha sempre qualquer grande evento. Os eventos desportivos atraem sempre centenas de jornalistas e há que criar as condições necessárias para estes poderem efectuar o seu trabalho. Serão estes jornalistas que irão difundir para todo o mundo aquilo que se passa durante o evento e é fundamental para o país ou cidade organizadora que estes transmitam uma opinião positiva de modo a poder no futuro atrair turistas e gerar fundos importantes.
De seguida estão alguns exemplos de eventos desportivos onde a logística desportiva desempenhou um papel fundamental.

### Jogos Olimpicos
Este será porventura o evento a nível mundial que maior número de atletas e de desportos alberga. Deste modo será necessário um grande controlo de todas as operações, e de planeamento para que tudo corra bem. Em 2008 ocorreram os jogos olímpicos de Pequim, evento esse que foi um sucesso em termos de organização e que em termos logísticos envolveu um planeamento nunca antes registado. Teve de ser instalado em Pequim um Centro de Logística da Olimpíada (CLO), que seria responsável pelos serviços de logística para as 37 sedes olímpicas principais, 15 sedes que não são de competição e 72 sedes independentes para treinos (MOTTA, Karla).
Para a cerimónia de abertura, foram necessárias cerca de 70 mil convidados e mais 90 mil pessoas, divididas entre público, funcionários e voluntários. Duzentos planos para evacuação do recinto foram ensaiados para o evento, onde todas as 160 mil pessoas presentes no estádio seriam retiradas do local no máximo em 8 minutos, em caso de emergência. Para controlar o tráfego de veículos, 28 autocarros directos circularam entre a área olímpica e o resto da cidade, além de outras 48 rotas regulares e mais três linhas de metro fazem a ligação ao local.
Um factor também considerado muito importante pela organização foi o ambiente. China adoptou uma série de medidas para controlar a poluição, como o fecho das zonas industriais poluidoras, o desenvolvimento e o estímulo ao uso do transporte público urbano, sendo que todos os 104 veículos utilizados pelo CLO produzem 50% menos emissões de gases poluentes que os automóveis convencionais.
Para o tratamento das equipas olímpicas, foi contratada uma empresa especializada para o efeito, que ficou responsável por 10 mil atletas de 200 países participantes. Para o efeito, foram mobilizados 20 especialistas em eventos internacionais e 900 colaboradores de filiais de 155 países para a operação logística, sendo adoptado o inglês como idioma oficial para facilitar a comunicação. Era necessário o transporte de todo o material dessas equipas, e este ocorreu através do transporte marítimo de 1,5 mil contentores de 20 pés e o carregamento aéreo de 2,5 mil toneladas de carga, provenientes de países de todo o mundo para a China, onde um espaço de 16 mil metros quadrados de área coberta estava disponível para armazenagem de equipamentos e 10 mil metros quadrados de área a céu aberto para manter os contentores em stock.
Em termos de comunicação social, foram cerca de 30 mil os jornalistas presentes na competição que diariamente transmitiam em directo todas as notícias e informações para os respectivos países. Para os jornalistas não foi uma missão fácil pois é do domínio público as restrições que o governo chinês impõe à população em termos de informação. Registou-se porém uma maior abertura por parte do governo chinês durante o evento para estes factos pois os jornalistas tiveram todas as condições para poderem realizar o seu trabalho da melhor maneira.
Sendo assim os jogos olímpicos, como grande evento que é, necessita de um planeamento logístico a toda a ordem impressionante. Só através de uma grande organização e cooperação entre as várias associações intervenientes possibilita o sucesso do evento.

### Campeonato do Mundo de Futebol
O Campeonato do Mundo de Futebol ou Mundial de Futebol é um torneio de futebol masculino realizado a cada quatro anos pela FIFA. A primeira edição aconteceu em 1930, no Uruguai, com a vitória da selecção da casa. Nesse primeiro mundial, não havia torneio eliminatório, e os países foram convidados para o torneio. As fases de qualificação para esta prova são divididas por continentes tendo cada um a sua.
Sendo o futebol considerado o «desporto rei» a nível mundial, este é o maior e mais importante evento de selecções do mundo. Alguns dos desportistas mais mediáticos do mundo praticam este desporto, o que eleva a importância destes torneios. Jornalistas de todo o mundo, cadeias de televisão, espectadores, olheiros de clubes, o mundo todo segue atentamente estes espectáculos desportivos apoiando sempre o seu país, de modo a tornar estes eventos uma festa para a população em geral.
O facto de movimentar milhões de pessoas, sendo estas algumas das mais mediáticas e conhecidas do mundo, torna a logística destes eventos fulcral para que os adeptos de todo o mundo possam desfrutar de um grande espectáculo.
Como é uma prova de carácter mundial, exige uma grande planeamento logístico por parte da organização do evento. Vamos então ver alguns números e critérios da organização.
Os objectivos da organização passam por criar um ambiente seguro para todos os intervenientes no espectáculo e todos os espectadores de modo a criar uma experiência agradável para todos. Para cumprir este objectivo primordial, as forças de segurança deveram receber um treino pormenorizado para este tipo de eventos. Para o mundial de 2010 na África do Sul, o governo deste país investiu 1,3 biliões de rands em segurança (cerca de 110 milhões de euros), o que se reflecte em cerca de 41 000 agentes de serviço durante a prova e 700 polícias em cada estádio nos jogos. A polícia conduziu, aliás, um largo processo de recrutamento, que aumentou o número de efectivos à disposição de 55 mil para 90 mil. Foram também contratados vários peritos de países que já organizaram Mundiais, como a Alemanha ou a França, e de organizações como a Interpol. A segurança depende também de voluntários para orientarem as pessoas nas imediações do estádio, e desempenhar algumas funções também elas de igual importância. Para o mundial de 2010 existem já 40 mil voluntários inscritos sendo que desses 4 mil já estão a receber formação para o evento (DURÃES, Pedro).
O transporte e alojamento das equipas são outros factores determinantes para o evento. É necessária a construção ou melhoramento de hotéis, de centros de treino, de todo um conjunto de infra-estruturas para poder alojar e fornecer às equipas todas as condições para que apenas tenham de se preocupar em fazer aquilo que melhor sabem fazer, jogar futebol.
A nível de transportes é também necessária uma grande organização. O número de visitantes do país organizador durante o evento é enorme e há que escoar todas estas pessoas de modo a não criar congestionamentos nos transportes e também para que todos os adeptos cheguem a tempo de apoiar as suas equipas e assistir aos jogos, para os quais pagaram bilhete.
A nível dos media, tem de ser criada todo um conjunto de condições para estes trabalharem através da disponibilização da mais moderna tecnologia. São os media que relatam o evento e é sempre benéfico para o país a existência de criticas positivas. Estima-se que durante o mundial de 2010 mais de 20 mil jornalistas e 300 estações de televisão estejam presentes no evento. Estima-se ainda que aproximadamente 26 mil milhões de pessoas assistam aos encontros pelo pequeno ecrã, o que poderá trazer grandes benefícios a nível de turismo para o país.

### Campeonato Europeu de Futebol
O Campeonato Europeu de Futebol é o principal campeonato de futebol entre selecções dos países da UEFA. Acontecendo a cada quatro anos desde 1960, os competidores são escolhidos em uma série de jogos de qualificação sendo que os países organizadores do evento estão automaticamente qualificados.
Portugal organizou o evento em 2004. O primeiro desafio para a organização do evento foram as infra-estruturas. Foram necessários 10 estádios de futebol de grande capacidade e com a mais alta tecnologia, tanto para conforto dos espectadores como dos jogadores, sendo ainda necessário haver condições excepcionais para a comunicação social executar o seu trabalho.
Para além dos estádios foi também necessário melhorar todas as acessibilidades em redor destes, quer a nível de estradas, quer de transportes públicos, para que os adeptos pudessem de forma rápida e eficaz deslocar-se entre os vários pontos do país em que o evento se realizava. Para que tal acontecesse, foram criados novos horários de comboios especiais entre as várias cidades e disponibilizados pela organização autocarros que levavam as pessoas directamente para os estádios. Esses autocarros em muitas das cidades chegavam a passar de 5 em 5 minutos por cada paragem devido ao grande número de pessoas a transportar. Segundo números do governo português, a procura pelos transportes da CP aumentou cerca de 13% nesse período relativamente ao habitual.
A segurança é outro dos aspectos mais importantes visados pela organização. O facto de o evento atrair tantas pessoas e de tantos países cria sempre alguns problemas que a organização tenta combater através de algumas medidas. Em relação ao exército foi mantido um grau de prontidão imediato com cerca de 560 militares articulados, para uma eventual intervenção, a força aérea disponibilizou 14 pilotos para controlo contínuo do espaço aéreo, e a marinha que disponibilizou 3 patrulhas e 8 equipas de intervenção rápida para controlo da costa marítima portuguesa.
Associada à segurança está a saúde, onde foram tomadas algumas medidas preventivas. Estiveram envolvidos durante as 2 semanas do torneio), na parte interna e externa dos estádios, 2,148 mil profissionais de Emergência Médica, sendo 305 (14%) Médicos, 501 (23%) Enfermeiros, 1,078 mil (50%) Tripulantes de Ambulâncias de Socorro, 48 (3%) Psicólogos e mais 216 (10%) elementos nas áreas de Coordenação, Planeamento, Logística e Telecomunicações. De salientar que durante o torneio, no que concerne aos hospitais, a actividade extraordinária gerada pelo Euro 2004 foi diminuta, com um aumento que não chegou a 0,5%, não tendo qualquer influência no normal funcionamento dos serviços. Estes números revelam ter existido uma grande coordenação entre a segurança e as autoridades sanitárias durante todo o torneio.
Por último, para que todas as actividades se realizassem durante o torneio teve de existir um grande número de voluntários. Estes voluntários foram essênciais para o desenrolar de todo o torneio. Foram cerca de 3,016 mil voluntários divididos da seguinte forma: 68 para o Welcome Desk, 218 para os parques, 70 para apoio administrativo, 260 para apoio acreditação, 318 para apoio aos media, 1,7 mil para apoio ao público no estádio (dia do jogo), 89 para hospitalidade, 190 para motoristas, 26 para equipas de vigilância de material ilícito, 35 para cerimónias, 28 para marketing e 14 voluntários para apoio antidoping.
Em suma, os Europeus de Futebol são eventos que requerem uma grande organização a todos os níveis como foi aqui descrito.

### Rali Dakar
O Rali Dakar é a maior e mais dura prova de automobilismo em todo o terreno. Esta prova criada por Thierry Sabine teve inicio em 1979 e decorre anualmente em alguns dos terrenos mais inóspitos do mundo. Sendo uma prova de longa duração que percorre cerca de 11 mil quilómetros (já variou de 8,5 mil a 15 mil quilómetros), pode ser realizada de automóvel, camião, mota e quadriciclos, tendo cada um a sua categoria distinta. Devido à dureza e ao prestigio da prova, é necessária uma grande preparação não só das equipas participantes, mas também por parte da organização, para poder fornecer as condições mínimas exigidas a todos os intervenientes, em qualquer altura da corrida.
Alguns dados da logística do Lisboa-Dakar 2007
Segundo dados fornecidos pela organização à comunicação social, a logística contou com 8 veículos de controlo de passagem, 2 veículos de abertura da pista, 10 viaturas de assistência médica e 6 veículos TV, mais um total de 11 camiões. Estiveram ao serviço da organização 10 helicópteros e 20 aviões de passageiros e carga. Para os acampamentos, onde estarão diariamente cerca de 2,5 mil pessoas, desde organização, concorrentes,imprensa e parceiros, serão necessários 11 camiões totalmente dedicados à restauração, com 60 pessoas de serviço e 22 na cozinha a tratar de uma tonelada e meia de alimentos por dia. Serão ainda consumidos durante o evento cerca de 6 mil litros de água engarrafada por dia.
Todos estes números dão para perceber o enorme esforço logístico que este evento acarreta para a organização. Vejamos alguns números por parte de uma equipa participante.
Qualquer equipa profissional tem de estar preparada para todas as eventualidades numa prova deste género. Tudo foi pensado ao mais ínfimo pormenor. Desde a rotina dos mecânicos à preparação dos pilotos, tudo foi ensaiado e programado, seja do ponto de vista alimentar e da preparação física, como ao nível mecânico.
Especialistas foram chamados para decidir a preparação física e para ditar regras de repouso e normas alimentares, e até foram criados estágios de formação mecânica, para certificar que os pilotos estariam capacitados, garantindo que, se necessário, seriam capazes de começar uma reparação antes de chegar a ajuda.
A equipa terá para além dos pilotos e carros participantes, 5 jipes de assistência para transporte da equipa técnica levando cada carro três mecânicos e um condutor, 7 camiões com 2 membros da equipa técnica mais um condutor, para assegurar a manutenção dos carros de prova, mas também para garantir os sobressalentes necessários para assistir todos os veículos de assistência, transportar vestuário, tendas, e outros (FARIA, Rui).
Em resumo o Dakar é uma prova extremamente dura, não só a nível de prova mas também de logística pois acarreta preparação pormenorizada quer por parte das equipas concorrentes, quer por parte da organização do evento, sobre todas as eventualidades que possam acontecer ao longo do percurso.

### Fórmula 1
A Fórmula 1 é a mais popular modalidade de automobilismo do mundo. Composto por grandes equipas da indústria automóvel, gera lucros elevadíssimos quer a nível publicitário, quer a nível de assistências, quer a nível de prestígio.
Sendo uma prova já com muitos anos de existência (primeiro grande prémio da Fórmula 1 disputado em 1950), continua a atrair multidões e é talvez dos desportos que exige uma maior coordenação a nível logístico devido à quantidade de material que cada equipa necessita para cada corrida, a fragilidade de muitos dos materiais envolvidos, o número de pessoas que compõem cada equipa, entre outros.
Devido a esta complexidade, é elaborado anualmente o plano de transporte de todos os equipamentos, que inclui catalogação, embalagem, transporte e entrega dos itens em cada local de corrida. Existe uma grande concorrência nesta modalidade, pelo que as empresas de logística têm de garantir a segurança do transporte e manter o sigilo no acesso aos equipamentos e tecnologias secretas adoptadas por cada equipa. Cada equipa conta com três tipos de equipamentos que são transportados em sistema rotativo, o que permite não só a chegada dos materiais atempadamente às corridas, como a inspecção de todos os materiais utilizados em corrida para não existirem falhas. Apenas os três carros de cada equipa (dois oficiais e outro de reserva), vão directamente de um circuito para o outro (LISARB).
Vejamos o exemplo do grande prémio do Brasil de 2007.
Para este grande prémio foi necessária a movimentação e transporte de mais de mil toneladas de carros, motores, pneus e demais equipamentos relacionados. As cargas chegam ao país a bordo de sete aviões Boeing 747, exclusivamente fretados para essa operação, e em mais 50 contentores embarcados em navios. Para que esta operação de grande complexidade seja efectuada sem riscos de falha, foram disponibilizados pela empresa que gere a logística cerca de 300 profissionais. Esta equipa de trabalhadores vai actuar simultaneamente no aeroporto e no autódromo, tendo à sua disposição 80 camiões especiais, e 50 empilhadores e porta-paletes.
Um dos grandes atractivos desta modalidade é sem dúvida o grande prémio do Mónaco. Devido ao facto de ser um grande prémio citadino (disputado nas ruas da cidade do Mónaco) tem características especiais, não apenas a nível da condução para os pilotos (as ruas são estreitas demais, sem áreas de escapatória e cheio de irregularidades no asfalto) mas também a nível de organização e logística.
Para que esta corrida aconteça a instalação de toda a estrutura começa dois meses e meio antes da prova, sendo preciso duas semanas para desmontá-la (RAMOS, Luis Fernado).
Alguns números logísticos deste grande-prémio:
- 3340 metros é a extensão do circuito
- 1100 toneladas de bancadas
- 22 postos de fiscais de pista
- 32 cameras de supervisão em cada posto
- 590 fiscais de pista
- 500 extintores de incêndio
- 33 quilómetros de guard-rails
- 20000 metros de cabos
- 200 bombeiros
- 6500 pneus de protecção
- 10 guindastes para a remoção de carros
- 2 helicópteros médicos
- 40 paramédicos
- 40 enfermeiros
- 40 ambulâncias

Em suma, a Fórmula 1 é um desporto de grande complexidade logística que necessita de grande e atempado planeamento para que a corrida seja um sucesso.

### Red Bull Air Race
Sendo considerada a Fórmula 1 dos ares, a Red Bull Air Race é uma das provas que exige maior coordenação em termos de logística devido ao facto de se realizar ao longo de 9 etapas à volta do mundo, sendo necessário o transporte de todos os materiais para a realização do mesmo. Cerca de 380 toneladas de material são transportados, montados e desmontados entre cada etapa da competição, sendo necessário três aeronaves Boeing 747 de carga e 45 camiões, no caso do transporte ser realizado via terrestre, para o efeito.
Um dos grandes desafios deste evento é o transporte de todo o material para a etapa da Austrália pois transportar todo o equipamento por mar ou por ar ao longo de 14 mil quilómetros não é tarefa fácil. O desafio do transporte inclui ainda a mobilização de todas as infra-estruturas inerentes à realização da prova. São elas o aeroporto temporário, a torre de controlo, o High Flyer’s Lounge e o Race Club. A desmontagem de todo o equipamento estende-se ao longo de três dias, que começam no momento em que uma corrida termina.
As estruturas mais frágeis a transportar são os aviões de competição que levam cerca de seis horas a desmontar e a estar devidamente acondicionados e prontos para viajar. Quando chega ao seu destino montá-lo e deixá-lo apto a voar demora cerca de dia e meio. Dez das maiores peças dos aviões são desmontadas com o intuito de facilitar o transporte e evitar estragos. Os elementos mais compridos são as asas, com cerca de 8 metros, e o mais pesado é o motor com 180 kg.
Resumindo este é um desporto muito caro no que à logística diz respeito pois todos os materiais são muito sensíveis e transportá-los em tão longas distancias torna-se um trabalho complicado e com grande despesa para as equipas e organização.

### America´s Cup
A America’s Cup é a mais famosa e prestigiada regata de vela do mundo, sendo também o mais antigo troféu do desporto internacional depois do jeu de paume, antecedendo os Jogos Olímpicos modernos. Sendo esta uma prova muito prestigiada mundialmente atrai os maiores navegadores e projectistas de iates do mundo.
Devido ao relevo da prova e as suas características, esta requer um grande planeamento em termos logísticos principalmente por parte das cidades que acolhem este evento. Apresentam-se alguns números relativos à cidade de Valência que acolheu esta prova:
- Construção de um novo porto na cidade para receber o evento. Este porto tem cerca de 1 milhão de metros quadrados incluindo marinas com 650 amarras e 12 bases para as equipas;
- 5.7 milhões de visitantes tiveram acomodados e alojados nas proximidades do recinto;
- 12 barcos disponibilizados pela organização por dia para cerca de 1,3 mil espectadores assistirem à regata em pleno oceano;
- Mais de 6,7 mil jornalistas acreditados para o evento, estando estes em representação de 40 países;
- Mais de 7,7 mil horas de emissão a partir do porto. Todos estes jornalistas têm de ter condições excepcionais para trabalho o que requer grande organização e modernidade por parte da organização;
- Investimento de cerca de 1,960 milhões de euros, sendo 52% em infraestruturas e os restantes 48% em equipas, convidados, organização, patrocinadores, visitantes, entre outros;
- Impacto económico para a Comunidade Valenciana de 3,663 milhões de euros;

Em resumo, a America´s Cup é um evento que exige uma grande organização logística principalmente ao nível das infra-estruturas. Devido ao prestigio da prova esta atrai muitos visitantes e participantes o que também requer atenção por parte da organização para que tudo corra bem.
Apesar do grande investimento e esforço que é feito pelas cidades que acolhem esta prova, o retorno é evidente não só a nível monetário como também a nível de prestigio e de estruturas que ficam depois ao dispor da comunidade.